# Ključ (ort i Una-Sana kanton)
Ključ (serbiska: Кључ) är en ort i Bosnien och Hercegovina.   Den ligger i entiteten Federationen Bosnien och Hercegovina, i den västra delen av landet, 150 km nordväst om huvudstaden Sarajevo. Ključ ligger 258 meter över havet och antalet invånare är 7 245.